# Брагинский, Александр Павлович
Алекса́ндр Па́влович Браги́нский (12 сентября 1948 — 28 ноября 2001) — российский политический деятель, депутат Государственной думы первого созыва, учёный-физик, член-корреспондент Российской академии естественных наук (отделение физики).

## Биография
Родился 12 сентября 1948 года в Москве.

## Образование и научная деятельность
Закончил МИРЭА по специальности «Физика твёрдого тела» в 1972 году.
- С 1968 по 1981 год — во Всесоюзном электротехническом институте, начинал лаборантом-электриком, а затем работал на инженерно-технических и научных должностях. После окончания вуза работал в научных институтах, занимался преподавательской работой.
- С 1981 по 1990 год — научный сотрудник, доцент, профессор кафедры «Технология транспортного машиностроения» Московского института инженеров железнодорожного транспорта, автор изобретений[источник не указан 2776 дней].

Доктор физико-математических наук, член-корреспондент Российской академии естественных наук (отделение физики).
Создал научную школу в области физики твёрдого тела — исследования по акустической эмиссии.

## Политическая деятельность
- С 1990 по 1991 год депутат Моссовета, член президиума Моссовета, председатель Комиссии по науке и технике.
- С 1991 по 1992 год — заместитель генерального директора Департамента мэра Москвы.
- С января 1992 года — министр правительства Москвы. Руководитель департамента общественных и политических связей, заместитель премьера правительства Москвы (вице-премьер).
- 3 октября 1993 был сильно избит сторонниками Руцкого и Хасбулатова[2], после чего до конца жизни оставался инвалидом.
- С декабря 1993 по 1995 год — депутат Государственной Думы РФ первого созыва, член Комитета ГД по обороне, член депутатской группы «Либерально-демократический союз 12 декабря».
- В 1994 году возглавил депутатскую группу «Единство».
- С 1996 года был председателем Научного Совета Москвы. Избирался сопредседателем Российской партии демократических преобразований, был членом Комитета по образованию, культуре и науке.

Участвовал в подготовке Конституции РФ.
Умер 28 ноября 2001 года, диагноз — травматическая аневризма (разрыв внутримозгового сосуда). Похоронен на Кунцевском кладбище, уч.10.
Памяти А. Брагинского посвящена статья: Marina Lobanova. Umbruch und Chaos. Zur Lage des russischen Musiklebens. In: Das Orchester, 2002, Nr. 7/8: S. 32-38.

## Награды и звания
- Орден «За личное мужество»